# Wydział Mechaniczny Politechniki Białostockiej
Wydział Mechaniczny Politechniki Białostockiej to jeden z sześciu wydziałów Politechniki Białostockiej.

## Historia
Wydział Mechaniczny Politechniki Białostockiej powstał jako jeden z dwóch wydziałów Wieczorowej Szkoły Inżynierskiej dla pracujących, założonej – za zezwoleniem Ministra Oświaty z dnia 24 listopada 1949 roku – i prowadzonej przez Naczelną Organizację Techniczną od 1 grudnia 1949 roku. Jest więc jednym z najstarszych wydziałów dzisiejszej Politechniki Białostockiej.
Starania o utworzenie wyższej uczelni technicznej w Białymstoku podjął Oddział Naczelnej Organizacji Technicznej, któremu przewodniczył mgr inż. Karol Białkowski (a sekretarzem był Stefan Kuryłek). Jego wystąpienie do Zarządu Głównego NOT w Warszawie zostało wsparte przez terenowe władze administracyjne i polityczne. Białostocczyzna odczuwała wtedy dotkliwy brak inteligencji technicznej, niezbędnej dla realizacji planów odbudowy i rozbudowy zakładów przemysłowych województwa białostockiego.
W dniu 29 grudnia 1949 roku nastąpiło zatwierdzenie statutu Prywatnej Wieczorowej Szkoły Inżynierskiej przez Ministra Oświaty, a 1 lutego 1950 roku rozpoczęły się zajęcia dydaktyczne na Wydziałach: Mechanicznym i Elektrycznym. Studia na Wydziale Mechanicznym rozpoczęły 54 osoby. Wśród pierwszych wykładowców, zakwalifikowanych przez Komisje Naukowo-Opiekuńczą na posiedzeniu członków Naczelnej Organizacji Technicznej w dniu 9 października 1949 roku, znaleźli się między innymi: mgr inż. Karol Białkowski (kreślenie techniczne), inż. Sergiusz Nikitin (metaloznawstwo), mgr inż. Marian Poniatowski (mechanika), mgr inż. Jan Rangl (geometria wykreślna, wytrzymałość materiałów). W początkowym okresie funkcjonowania Uczelni zatrudniano w pełnym wymiarze czasu pracy jedynie znikomą liczbę pracowników. Studentami byli zaś pracownicy białostockich zakładów przemysłowych, legitymujących się w większości pochodzeniem robotniczym bądź chłopskim. W szeregu przypadkach zajmowali oni kierownicze stanowiska, mimo braku odpowiednich kwalifikacji teoretycznych i technicznych. Priorytetowe zadanie Uczelni było więc jednoznacznie określone, ale stosunkowo trudne do realizacji, ponieważ studenci byli nadmiernie obciążeni pracą zawodową, co nie sprzyjało wysokiej frekwencji na zajęciach dydaktycznych i osiąganiu dobrych wyników w nauce.
W dniu 8 maja 1956 roku zostało zawarte porozumienie między Wieczorową Szkołą Inżynierską i Politechniką Warszawską, która zobowiązała się do zapewnienia uczelni białostockiej pomocy dydaktycznej i naukowej. Praktyka dowiodła, że porozumienie to odegrało istotną rolę w budowie pozycji Wieczorowej Szkoły Inżynierskiej i przysporzyło jej autorytetu na Białostocczyźnie. Największej pomocy Wydziałowi Mechanicznemu udzielili profesorowie Politechniki Warszawskiej: Ludwik Uzarowicz i Tadeusz Puff.
Z dniem 1 października 1964 roku przekształcono Wieczorową Szkołę Inżynierską w Wyższą Szkołę Inżynierską, a Wydział Mechaniczny uzyskał prawo prowadzenia, równolegle z dotychczas realizowanymi studiami wieczorowymi, dziennych i zaocznych studiów inżynierskich oraz okresowych kursów magisterskich dla absolwentów deklarujących chęć podniesienia kwalifikacji.
We wrześniu 1967 roku utworzono na Wydziale Mechanicznym drugą specjalność: maszyny i urządzenia rolnicze, a w styczniu 1972 roku rozpoczęła funkcjonowanie specjalność maszyny i urządzenia przemysłu spożywczego. W marcu 1972 roku z Wydziału Mechanicznego wyodrębnił się Wydział Maszyn i Urządzeń Rolniczych, a w lipcu 1974 roku nastąpiło połączenie tych jednostek w Instytut Mechaniki (na prawach wydziału). W 1973 roku rozpoczął on realizację dziennych studiów magisterskich na kierunku: mechanika, który pod koniec lat osiemdziesiątych zmienił nazwę na mechanika i budowa maszyn. Instytut kształcił inżynierów mechaników i magistrów inżynierów mechaników, w trzech specjalnościach: technologia maszyn (TM), maszyny i urządzenia rolnicze (MUR) maszyny i urządzenia przemysłu spożywczego (MUPS).
Z dniem 1 października 1974 roku Wyższa Szkoła Inżynierska uzyskała status Politechniki Białostockiej na mocy Rozporządzenia Rady Ministrów z dnia 19 września tegoż roku. To było szczególnie ważne wydarzenie, punkt zwrotny w dziejach Uczelni i w dziejach Wydziału Mechanicznego. Nastąpiło bowiem ukoronowanie 25-letniego funkcjonowania wyższego szkolnictwa technicznego na Białostocczyźnie. Fakt ten odzwierciedla należytą dbałość Uczelni o poziom i jakość kształcenia. Politechnika Białostocka, jako spadkobierczyni tradycji Wieczorowej Szkoły Inżynierskiej i Wyższej Szkoły Inżynierskiej w Białymstoku, już w 1974 roku umożliwiła absolwentom tych uczelni podwyższanie kwalifikacji zawodowych na dwuletnich uzupełniających studiach magisterskich (dla pracujących).
Stały rozwój Wydziału Mechanicznego zaowocował uzyskaniem w dniu 5 kwietnia 1989 roku uprawnienia do nadawania stopnia doktora nauk technicznych w dyscyplinie budowa i eksploatacja maszyn, a w roku 2005 w dyscyplinie mechanika. Dalszy rozwój kadry naukowej już w roku 2006 pozwolił dla wydziału uzyskać uprawnienia do nadawania stopnia naukowego doktora habilitowanego w dyscyplinie budowa i eksploatacja maszyn, a w roku 2009 w dyscyplinie mechanika.
W wyniku kompleksowych ocen działalności naukowej i badawczo-rozwojowej jednostek naukowych, przeprowadzonej przez Komitet Ewaluacji Jednostek Naukowych na zlecenie Ministerstwa Nauki i Szkolnictwa Wyższego w 2013 i 2017 roku, Wydział Mechaniczny dwukrotnie uzyskał wysoką kategorię A.
W 2022 roku w wyniku ewaluacji uczelni wyższych Minister Edukacji i Nauki przyznał Politechnice Białostockiej kategorię naukową A w dyscyplinie inżynieria mechaniczna oraz B+ w dyscyplinie inżynieria biomedyczna realizowanych na Wydziale Mechanicznym Politechniki Białostockiej. Decyzje o przyznaniu kategorii naukowych wynikają z przeprowadzonej na podstawie ustawy Prawo o szkolnictwie wyższym i nauce ewaluacji jakości działalności naukowej uczelni i instytutów naukowych, która obejmowała lata 2017–2021.

## Położenie
Wydział Mechaniczny jest jednym z czterech wydziałów Politechniki Białostockiej, które umiejscowione są na terenie kampusu uczelni przy ulicy Wiejskiej 45.

## Kierunki[2]
Wydział Mechaniczny prowadzi kształcenie na czterech kierunkach
Studia I stopnia
- Mechanika i Budowa Maszyn
- Automatyka i Robotyka
- Inżynieria Biomedyczna
- Mechatronika
- Transport

Studia II stopnia
- Mechanika i Budowa Maszyn
- Automatyka i Robotyka
- Inżynieria Biomedyczna
- Mechatronika

Uprawnienia do nadawania stopni naukowych:
- doktora w dyscyplinach mechanika, budowa i eksploatacja maszyn, biocybernetyka i inżynieria biomedyczna oraz automatyka i robotyka
- doktora habilitowanego w dyscyplinach mechanika oraz budowa i eksploatacja maszyn

## Koła naukowe
Studenci Wydziału Mechanicznego Politechniki Białostockiej realizują liczne projekty. Większość z konstruowanych przez nich urządzeń powstaje w ramach Studenckich Kół Naukowych.
Organizacje studenckie na Wydziale Mechaniczny Politechniki Białostockiej:
- SKN AUTO-MOTO-CLUB, sekcja CerberMotorsport
- KN BioInvention
- KN Robotyków
- Lotnicze Koło Naukowe
- Mechatronix
- SKN ORTHOS
- Plast-Mech
- SKN Eko-Energetów
- KN Alios

W kołach zainteresowań rozwijają się między innymi osoby fascynujące się motoryzacją, jak również robotyką lub lotnictwem albo inżynierią biomedyczną. Studenci aktywnie uczestniczący w pracach kół naukowych angażują się w projekty badawcze realizowane na Wydziale oraz realizują własne autorskie projekty studenckie: budują pojazdy samochodowe, roboty mobilne, bezzałogowe obiekty latające, wózki inwalidzkie, protezy, urządzenia służące do terapii i wiele innych.
Członkowie kół naukowych biorą udział w konferencjach, wystawach i targach.
W 2013 zespół Hyperion Team złożony ze studentów Wydziału Mechanicznego Politechniki Białostockiej uczestniczył w międzynarodowych zawodach University Rover Challenge (URC) organizowanych przez stowarzyszenie The Mars Society w Stanach Zjednoczonych, gdzie ich „Hyperion 2” zajął 1 miejsce.
Historia budowy bolidów na Wydziale Mechanicznym Politechniki Białostockiej sięga roku 2013. Studenci pracujący w drużynie Cerber Motorsport (działający w ramach studenckiego koła naukowego AUTO-MOTO-CLUB) zbudowali już dziesięć pojazdów startujących w Formula Student, uzyskując wysokie lokaty. W ostatnich latach zespół może pochwalić się świetnymi wynikami – m.in. dwukrotnym zwycięstwem w Formula Student Poland oraz pierwszym miejscem w klasyfikacji generalnej zawodów w Czechach w 2024 roku..

## Władze[7]
| Stanowisko                               | Nazwisko                         |
| ---------------------------------------- | -------------------------------- |
| Dziekan                                  | prof. dr hab. inż. Michał Kuciej |
| Prodziekan ds. Rozwoju i Współpracy      | dr Izabela Senderacka            |
| Prodziekan ds. Studenckich i Kształcenia | dr inż. Adam Bajkowski           |